# Mustafa Mahmud Muhammad Sajjid
Mustafa Mahmud Muhammad Sajjid (arab. مصطفى محمود محمد سيد ;ur. 1 kwietnia 1996) – egipski zapaśnik walczący w stylu wolnym. Srebrny medalista mistrzostw arabskich w 2018 roku.